# Chiesa di Santa Cristina (Milano)
La chiesa di Santa Cristina era una chiesa di Milano con annesso convento. Situata nell'attuale corso Garibaldi, fu demolita nel 1778.

## Storia
Una prima chiesa con annesso convento viene attestato per la prima volta da documenti risalenti al 1288 in una diversa posizione da quella attestata a metà del XVIII secolo. Nel 1572 per interesse di Carlo Borromeo il complesso fu trasferito nella sua locazione finale. Nel 1652 la chiesa fu completamente ricostruita grazie soprattutto a dei lasciti della famiglia Castiglioni, di cui faceva parte una monaca del convento. Il complesso diede più tardi il nome all'attuale via Laura Soltera Mantegazza, all'epoca contrada di Santa Cristina: tale via in tempi ancora meno recenti era la contrada dei Ferraroli in quanto strada dei fabbricanti di chiodi. Nel XVII secolo il convento era ancora retto da un gruppo di monache agostiniane: all'epoca esistevano a Milano una cinquantina di conventi di clausura come riferisce Paolo Rotta.

## Architettura
La chiesa come risultava nel XVIII secolo, viene semplicemente descritta dal Latuada come avente tre altari.